# 利比亞海

地中海右下角為利比亞海

利比亞海是地中海的一個海，東接黎凡特海，北臨愛奧尼亞海，西毗西西里海峽，該海域是北方藍鰭金槍魚和蠵龜的棲息地。
34°00′N 24°24′E / 34.000°N 24.400°E